# Société de financement de l'économie française
La société de financement de l'économie française (SFEF) (originellement appelée société de refinancement des activités des établissements de crédit) (SRAEC) est présidée par Michel Camdessus.
Il sera remplacé le 1er janvier 2010 par Françoise Malrieu, alors que la SFEF a annoncé la fin de ses émissions à l'automne 2009. La SFEF est "mise en sommeil" comme il a été décidé dans le cadre de la Loi de Finance 2010.
Par une loi du 16 octobre 2008, la France prévoit un mécanisme de refinancement destiné à stabiliser les marchés financiers. Postérieurement à des contacts avec la Commission européenne, les autorités françaises ont officiellement notifié ce dispositif à la Commission le 28 octobre 2008.
Les autorités françaises ont fait le choix de ne pas recourir à un mécanisme direct de garantie, mais de s’appuyer sur une structure créée pour l’occasion – la Société de financement de l'économie française (SFEF) – qui sera la seule à recevoir la garantie étatique.
La SFEF est pour 66 % une filiale de la plupart des banques françaises, l'État en détenant 34 %.
La SFEF émet des titres garantis par l’État et utilise cette ressource pour prêter aux établissements de crédit contre la remise de titres de créances (papier commercial, titres hypothécaires...). En contrepartie de la garantie de l'État, les établissements de crédit payent une prime additionnelle au prix normal du marché et signent une convention avec l'État concernant en particulier l'emploi des fonds empruntés à la SFEF. Les emprunts de la SFEF doivent être émis au plus tard le 31 décembre 2009 et doivent avoir une durée maximale de cinq ans.
En outre l'État exerce sa tutelle sur la SFEF par l'entremise d'un commissaire du gouvernement (le directeur général du Trésor et de la politique économique).
La Commission européenne a autorisé, en vertu des règles du traité CE relatives aux aides d'État, ce mécanisme de refinancement des dettes destiné à des établissements de crédit, conçu par la France pour stabiliser les marchés financiers.
D'après l'économiste Bernard Vallageas, ce montage a permis essentiellement aux banques de se prêter à elles-mêmes et d'accroître leurs recours à la Banque centrale européenne : elles auraient en effet souscrit pour 55 % environ aux emprunts de la SFEF, obtenant ainsi des obligations garanties par l'État, qui leur auraient servi de garantie pour élargir leurs emprunts à la Banque centrale européenne.